# Boynton
La ville de Boynton est située dans le comté de Muskogee, dans l’État de l’Oklahoma, aux États-Unis. Sa population s’élevait à 248 habitants lors du recensement de 2010, estimée à 243 habitants en 2015.